# Sao Tomé-et-Principe aux Jeux paralympiques d'été de 2016
Sao Tomé-et-Principe participe aux Jeux paralympiques d'été de 2016 à Rio de Janeiro. Il s'agit de la première participation de ce pays aux Jeux paralympiques d'été.
Le pays présente un seul coureur, Alex Anjos, aux épreuves du 100 mètres T47 (en)(catégorie de handicap) et du 400 mètres T47. Il est disqualifié pour la première et n'est pas qualifié en finale pour la seconde.
Sao Tomé-et-Principe ne gagnera aucune médaille sur ces deux épreuves.